# Partido Anticorrupción
El Partido Anticorrupción (PAC) es un partido político de la República de Honduras. Fundado en marzo de 2012 por Salvador Nasralla y Luis Redondo. Nacido para combatir la corrupción.
Tiene una estructura participativa basada en el programa: ‘Mi Comunidad PAC’, con valores como ética, transparencia, equidad e inclusión.
En 2013 obtuvo 13.4 % en elecciones, luego bajó en 2017 (Conflicto entre Nasralla–Alvarenga tras ruptura interna, traición y pérdida de credibilidad) y en 2021, pero mantiene 2 diputados en el Congreso. Cuenta con estatutos democráticos internos, sanciones y rendición de cuentas, y estuvo aliado con PINU‑SD y LIBRE en 2017.
Su actual presidenta es Marlene Alvarenga, y tiene alcance en todo el país con sede en Tegucigalpa.

## Fundación
El Partido Anticorrupción de Honduras nació de la idea planteada por el Ingeniero Salvador Alejandro Cesar Nasralla Salum y el Ingeniero Luis Redondo, que aspiran a manejar los destinos de esta nación centroamericana.
Salvador Nasralla, animador de televisión, comenzó siendo jefe de prensa de la selección de fútbol de Honduras que representó al país en el Mundial de Fútbol de 1982, que se celebró en España. Luego apareció en el programa dominical "5 Deportivo" como comentarista de los partidos de fútbol oficiales de la selección hondureña. Después fue presentador de los eventos de belleza Miss Honduras, enviado especial de Televicentro al evento musical “Viña del Mar” en Chile y, finalmente, animador del programa dominical de entretenimiento “X-0 da Dinero” que se mantiene en pantalla desde la década de 1990.
En agosto de 2013, el Partido Anticorrupción fue legalmente admitido como partido político por el Tribunal Supremo Electoral de Honduras e inscrito con Salvador Nasralla como presidente. El candidato presidencial oficial de este partido fue Salvador Nasralla quien se batió en la contienda electoral presidencial de noviembre de 2013, frente a los cinco partidos tradicionales y dos nuevos partidos más, en la cual recibió 418.443 votos, lo cual representó el 13.43%.

## Actualidad
El Partido Anticorrupción (PAC), junto con el Libertad y Refundación (LIBRE) y el Partido Innovación y Unidad (PINU-SD) logran un entendimiento y firman el convenio de unidad partidaria para afrotar las elecciones generales de noviembre del 2017, conformando así la Alianza de Oposición contra la Dictadura, en la cual el domingo 21 de mayo de 2017 realizan elecciones internas, resultando el ingeniero Salvador Nasralla, como candidato oficial presidencial.
En las últimas Elecciones generales de Honduras de 2021 consiguió un diputado al Congreso Nacional de Honduras.

## Historial electoral
| Elección | Candidato          | Votos                                    | % del total                              | Diputados                                | Alcaldías                                | Conserva el registro |
| -------- | ------------------ | ---------------------------------------- | ---------------------------------------- | ---------------------------------------- | ---------------------------------------- | -------------------- |
| 2013     | Salvador Nasralla  | 418.443                                  | 13.43%                                   | 10/128                                   | 0/298                                    | Sí                   |
| 2017     | Marlene Alvarenga  | 5,983                                    | 0.18 %                                   | 1/128                                    | 1/298                                    | Sí                   |
| 2021     | Julio López        | 4,181                                    | 0.12 %                                   | 1/128                                    | 1/298                                    | Sí                   |
| 2025     | Fernando Villatoro | No cumplió los requisitos de inscripción | No cumplió los requisitos de inscripción | No cumplió los requisitos de inscripción | No cumplió los requisitos de inscripción | No                   |